# Зельв'янка
Зельвянка (біл. Зальвянка, Зэльвянка) — річка в західній Білорусі на території Свіслоцького, Волковиського, Зельвенського, Мостівського районів Гродненської області та Пружанського району Берестейської області, ліва притока річки Німану. Належить до водного басейну Балтійського моря.

## Географія
Річка починає свій витік поблизу села Кулевичі Свіслоцького району, тече у західному напрямку по території Волковиського району, після оз. Паперня повертає на північ, тече територією Зельвенського і Мостівського районів та впадає у річку Німан з лівого берега, у південній частині міста Мости.
Рівнинна річка. Долина трапецеїдальна, у нижній течії ширина її становить від 0,5 до 3-4 км. Заплава заболочена, в середній та нижній течії 0,4-0,6 км. В заплаві розташовані великі болота: Багна-Схеда (113 км²) та Журавлине (48 км²). Русло звивисте, на відрізках від витоку і до села Дашкевичі (перед селом Краски), а також від смт. Зельва і до села Бірки — каналізоване — із загальною довжиною 44,2 км. Русло зарегульоване двома великими водосховищами — Зельвінським та Паперня, на останньому діє невелика ГЕС «Паперня». Береги річки переважно круті, обривисті, піщані. 
Гідрологічні спостереження вперше проводилися в 1923 році. Замерзає в кінці грудня, льодохід в середині березня. Ширина русла в межень 15-20 м. Найвищий рівень водопілля в нижній течії спостерігається на початку третьої декади березня, середнє перевищення рівня води над рівнем межені 3,4 м, максимальне — 5,5 м (1932).
Живлення річки змішане, переважно снігове. Довжина річки — 170 км. Площа басейну становить 1 940 км², який в основному розташований на Волковиській височині. Під лісом знаходиться 17% території басейну, розорано — 50%. Середньорічна витрата води у гирлі — 11,0 м³/с, найбільша — 289 м³/с (1958), найменша — 0,46 м³/с (1969).
У гирлі річки розвинене рибальство. Тут мешкають видра та ондатра. До меліоративних робіт в річці жило безліч бобрів, раків та минів.

## Притоки
Річка Зельвянка на своєму шляху приймає кілька десятків різноманітних приток та струмків. Найбільші із них (від витоку до гирла):
- праві: Щиба, Ружанка, Іванівка, Аковка
- ліві: Сасва, Самаровка, Юхновка

## Населенні пункти
На берегах річки розташовані такі найбільші населенні пункти (від витоку до гирла): села Кулевичі, Лідяни, Тереховичі, Подчернейки, Задворяне, Краски, Губчиці, Дубичі, Подороськ, Седельники, Головчиці, Кузевичі, Зеленовичі, Зіновичі, Шейпичі, Запілля, Рудавка, Кашалі, Івашковичі, Коралін, смт. Зельва, села Бірки, Піски та місто Мости.